# 粟又の滝
粟又の滝（あわまたのたき）は、千葉県夷隅郡大多喜町粟又にある滝である。

## 地理
養老川上流部に位置し、落差約30メートル、幅約30メートル、延長約100メートルで、流れは地面を穏やかになめるように流れる。滝壺付近から下流にある小沢又の滝付近までの約2キロメートルにかけて「粟又の滝自然遊歩道」が整備されている。
本来は「高滝」という名称であるが、地元自治体や観光情報サイトによる観光案内などでは「粟又の滝」が多く用いられており、国土地理院発行の地形図でも「粟又の滝」と記載されている。また、河川名を取って「養老の滝」とも呼ばれる。
なお、養老川下流の市原市にも高滝という地名があり、周辺には高滝ダムや高滝駅があるが、当滝からは離れている。
養老渓谷を代表する見どころ、かつ千葉県随一の名瀑として観光名所となっており、付近は新緑や紅葉の季節には大型の観光バスが通行することや、道幅が狭かったこともあわせて例年自動車による渋滞が発生していたが、2013年（平成25年）1月に国道465号筒森バイパス、2014年（平成26年）11月に千葉県道178号小田代勝浦線面白バイパスが供用開始されたことにより、渋滞が緩和されアクセスが向上した。

## 地形・地質

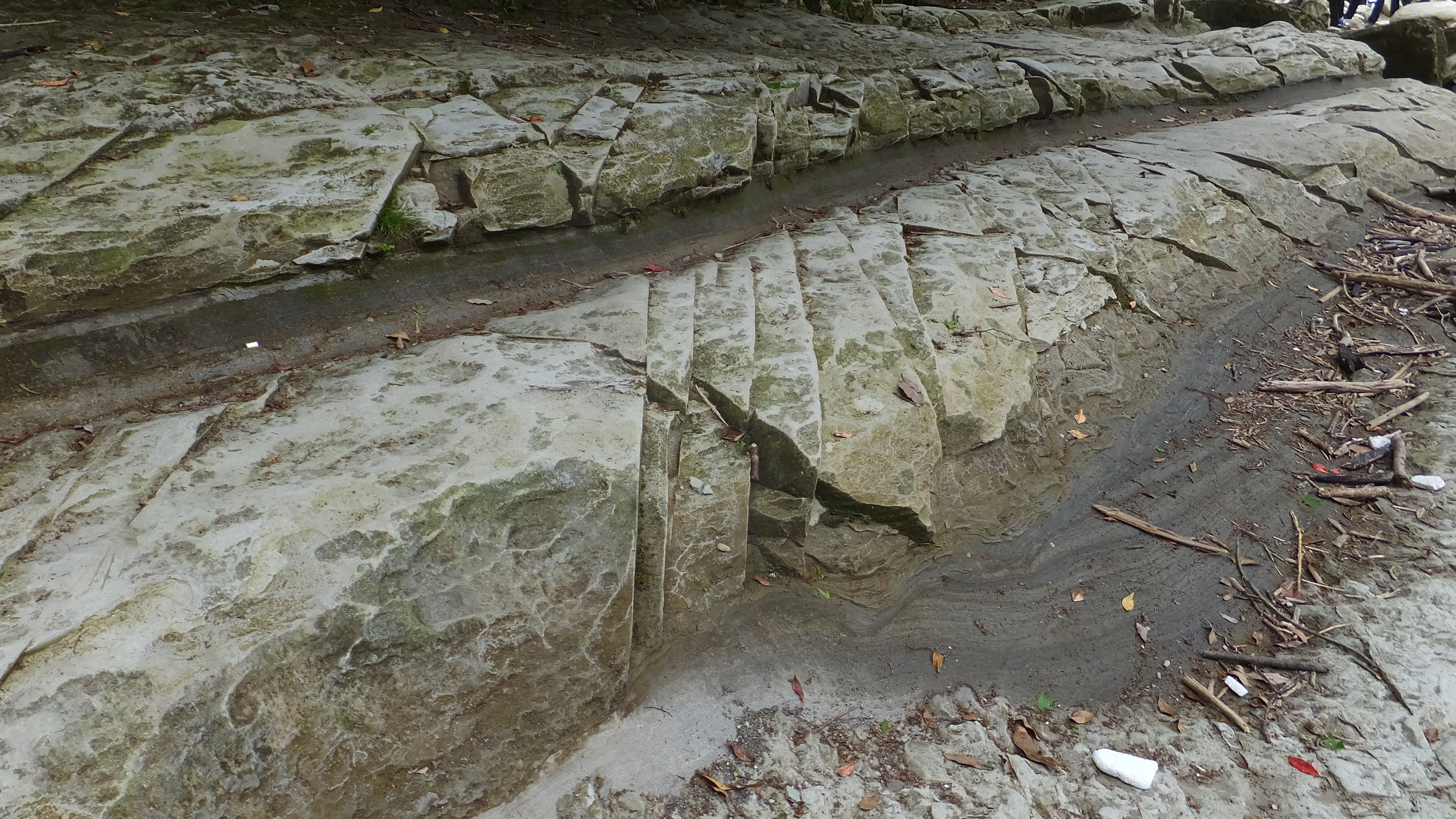
高滝（粟又の滝）の下部にある、砂岩が削られ泥岩が残ったケスタ地形である。

北に向かって下る傾斜に沿って水が流れている。ここでは砂岩や凝灰岩が柔らかく侵食され、砂岩が削られて滝が形成された。一方、泥岩は侵食されずに残っている。このため滝ではケスタ地形が観察できる。

## 交通アクセス
鉄道
- JR内房線五井駅より小湊鉄道に乗り換え養老渓谷駅下車
  - 小湊バス粟又行き「粟又の滝」下車
  - シャトルバス（紅葉シーズンの土・日・祝日運行）「原の台」（粟又の滝自然遊歩道入口）下車
- JR外房線大原駅よりいすみ鉄道に乗り換え上総中野駅下車
  - 小湊バス粟又行き「粟又の滝」下車
  - 探勝バス（新緑・紅葉シーズンのみ運行）粟又の滝行き「粟又の滝」下車

自動車
- 館山自動車道市原インターチェンジから約38 km
- 首都圏中央連絡自動車道（圏央道）市原鶴舞インターチェンジから約22 km, 木更津東インターチェンジから約26 km
- 町営駐車場あり[1][5]